# 1829 في فرنسا
فيما يلي قوائم الأحداث التي وقعت خلال عام 1829 في فرنسا.

## سياسة

### تعيين في المنصب
- 8 أغسطس – جول دو بوليناك رئيس الوزراء الفرنسي، head of government of France ‏.

### انتهاء فترة المنصب
- 8 أغسطس – جان باتيست جيه دو مارتيناك head of government of France ‏.
- 14 نوفمبر – لوي نيكولا فوكلان نائب فرنسي.

## ظهور
- 1 يناير – آخر يوم لمحكوم عليه بالإعدام رواية من تأليف فيكتور هوغو.
- 1 يناير – عند علامة القط والمضرب رواية من تأليف أونوريه دي بلزاك.

## كتب
من الكتب التي صدرت هذه السنة في فرنسا:
- 1 يناير – آخر يوم لمحكوم عليه بالإعدام من تأليف فكتور هوغو.
- 1 يناير – الشوان من تأليف أونوريه دي بلزاك.
- 1 يناير – الكولونيل شابير من تأليف أونوريه دي بلزاك.
- 1 يناير – عند علامة القط والمضرب من تأليف أونوريه دي بلزاك.

## مواليد

### يناير
- 1 يناير – أدمون ألبيوس بستاني فرنسي.
- 1 يناير – ألفرد هويت عالم نبات فرنسي.

### مارس
- 7 مارس – ألفريد بيرلات مصور فرنسي.

### أبريل
- 23 أبريل – الياس كولبير صحفي أمريكي.

### مايو
- 2 مايو – لويس تولو عالم فلك فرنسي.
- 20 مايو – فيكتور انجلوا

### يوليو
- 8 يوليو – بيير أليكسيس بونسون دو ترايل كاتب فرنسي.

### سبتمبر
- 22 سبتمبر – موريس چولى

### ديسمبر
- 11 ديسمبر – جان أنطوان أرتور غري عالم نبات فرنسي.

## وفيات

### نوفمبر
- 12 نوفمبر – جان بابتيست ريغنيول (مواليد 1754) رسام فرنسي.
- 14 نوفمبر – لوي نيكولا فوكلان (مواليد 1763)

### ديسمبر
- 18 ديسمبر – جان باتيست لامارك (مواليد 1744)